# サン・ヴィンチェンツォ・ラ・コスタ
サン・ヴィンチェンツォ・ラ・コスタ（イタリア語: San Vincenzo La Costa）は、イタリア共和国カラブリア州コゼンツァ県にある、人口約2,200人の基礎自治体（コムーネ）。

## 地理

### 位置・広がり

#### 隣接コムーネ
隣接するコムーネは以下の通り。
- モンタルト・ウッフーゴ
- レンデ
- サン・フィーリ